# Decodon verticillatus
Decodon verticillatus là một loài thực vật có hoa trong họ Lythraceae. Loài này được (L.) Elliott mô tả khoa học đầu tiên năm 1821.

## Hình ảnh

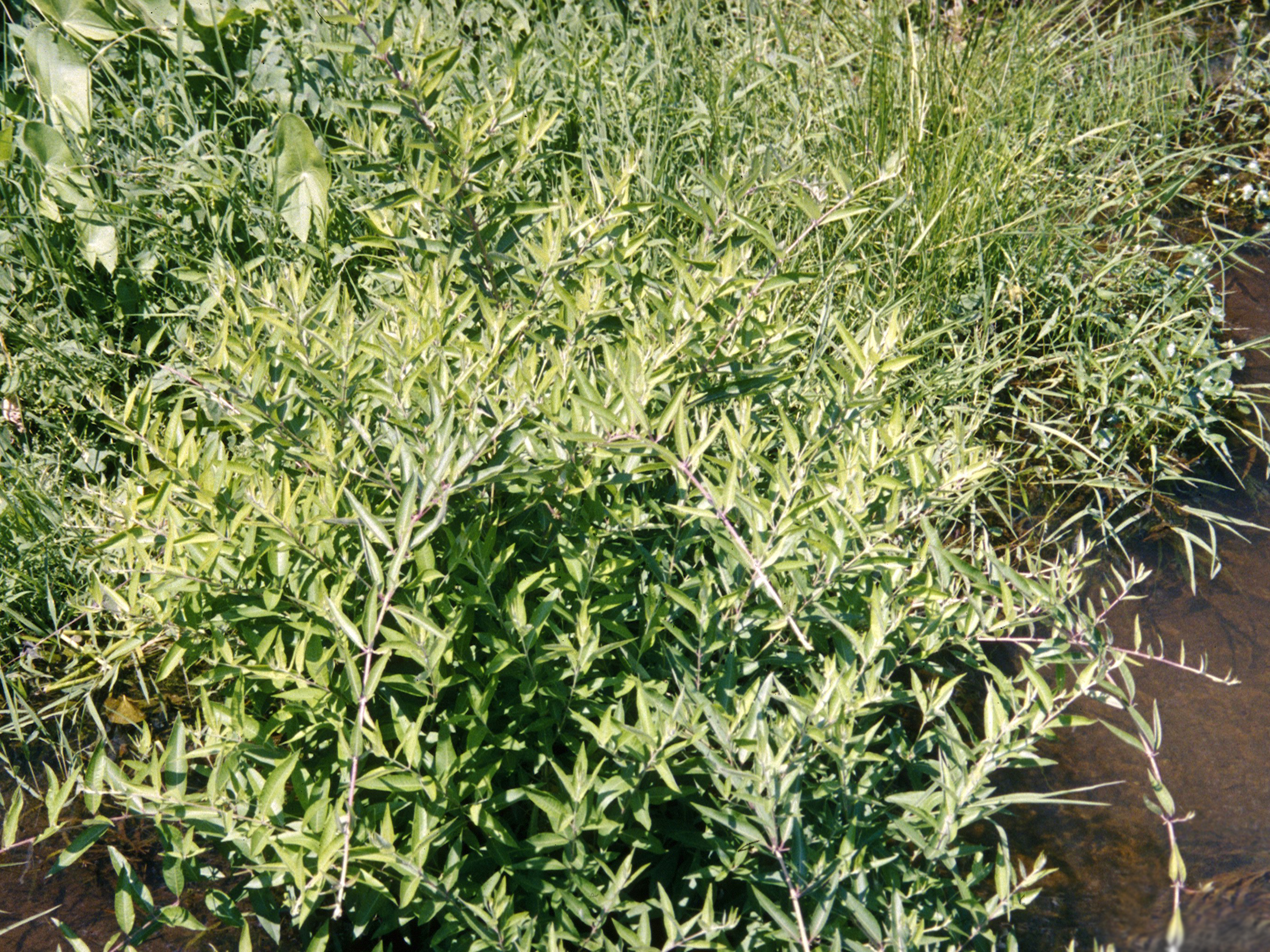
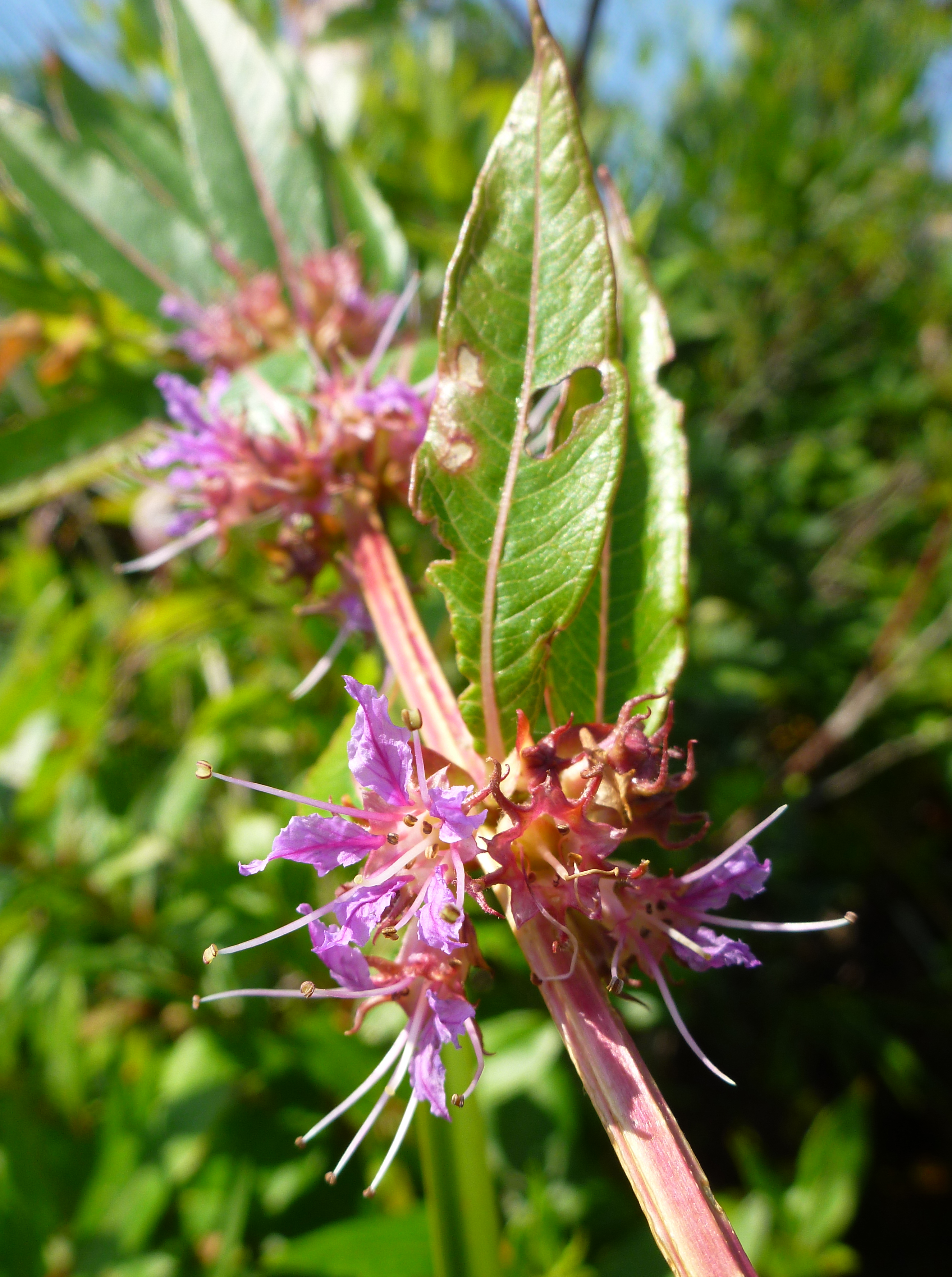
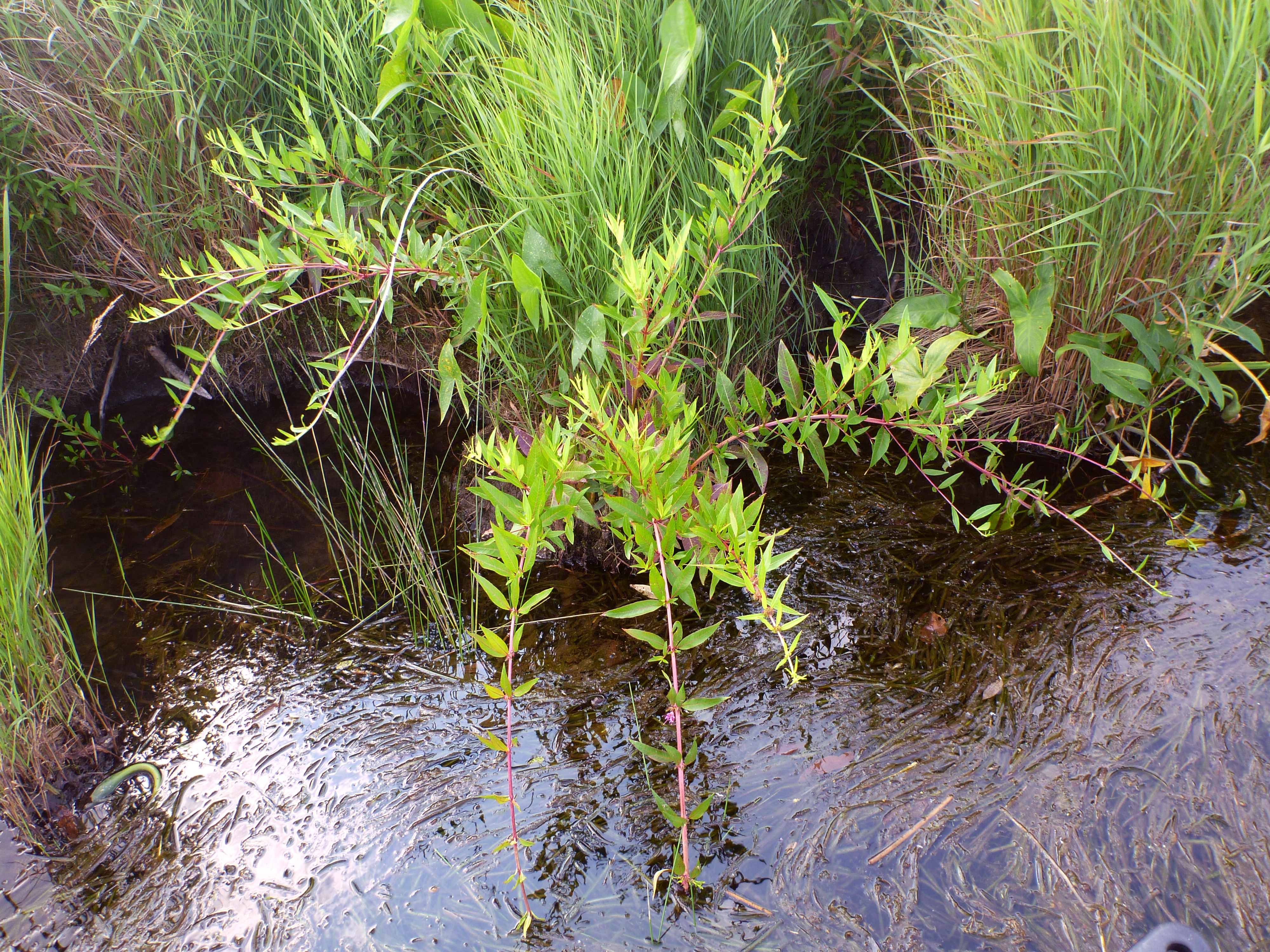